# Émeutes de Bombay
Bien que de nombreuses émeutes aient eu lieu dans la ville de Bombay (Inde) depuis l'indépendance de l'Inde, les émeutes de Bombay font généralement référence aux émeutes qui y ont eu lieu en décembre 1992 et janvier 1993, au cours desquelles 900 personnes ont trouvé la mort. Les attentats de Bombay eurent lieu quelques semaines plus tard, le 12 mars 1993, marquant un réveil des affrontements intercommunautaires en Inde.

## La destruction de la mosquée d'Ayodhya
Le 6 décembre 1992, à Ayodhya, une foule de plusieurs dizaines de milliers de pèlerins hindous, encadrée par des mouvements nationalistes comme le RSS et le VHP, déborde les forces de sécurité et rase la mosquée construite au XVIe siècle par Bâbur. Selon eux, cette mosquée aurait été construite sur les ruines d'un temple hindou, qui aurait lui-même été édifié sur le lieu de la naissance du dieu Rāma. Après avoir détruit la mosquée, les nationalistes hindous y placent une structure destinée à devenir un temple hindou.
Le gouvernement de l'État d'Uttar Pradesh, dirigé par le BJP, soupçonné au mieux d'incompétence et au pire de complicité, est destitué par le gouvernement central. 

## Déroulement
Les émeutes éclatèrent après quelques semaines de vives tensions communautaires au sein de la ville, à la suite de la démolition de la mosquée d'Ayodhya. Les émeutes se sont schématiquement déroulées en deux phases : une phase de représailles mené par des Musulmans dans la semaine ayant suivi cette démolition, incluant des meurtres, et ce malgré l'appel au calme lancé par la Jamaat-e-Islami Hind, puis les représailles d'extrémistes hindous, surtout dans la période du 6 au 20 janvier.
Les troubles intercommunautaires s'étendent rapidement dans tout le pays. Des couvre-feu sont instaurés pendant plusieurs semaines dans des dizaines de villes. À Bombay, les émeutes entre habitants de quartiers communautaires, orchestrées par les partis nationalistes hindous ou des groupes criminels, sont particulièrement violentes, les tirs sans sommation de la police causent de nombreux décès. 
En mars 1993, Bombay est secouée par plusieurs attentats terroristes, qui seront plus tard attribués au parrain musulman Dawood Ibrahim. Au total, ces évènements ont fait entre 900 et 2 000 victimes, majoritairement musulmanes.
Incendies criminels, meurtres et destruction de biens eurent lieu dans plusieurs types de zone de la ville : des bidonvilles aux barres résidentielles.

## Conséquences démographiques et politiques
À la suite de ces émeutes, de nombreux mouvements migratoires eurent lieu, beaucoup de membres de chacune des deux communautés choisissant de partir dans des zones majoritairement de la leur. La démographie de la ville connut ainsi des modifications profondes, dues à des considérations religieuses. Les rapports montrent que plus de 200 000 personnes, surtout des musulmans, quittèrent la ville durant le déroulement de ces émeutes. Beaucoup sont revenues, pour des considérations économiques.
Ces troubles ont servi de tremplin au parti nationaliste hindou BJP, pour élargir son électorat, jusqu'à gagner les élections générales en 1996, 1998 et 1999. L'affaire d'Ayodhya est toujours une source de tensions, les extrémistes hindous souhaitent toujours ériger un temple à l'emplacement de la mosquée détruite. Une fois au pouvoir, le BJP a légèrement atténué sa rhétorique antimusulmane.
Le 30 septembre 2010, la Haute cour d'Allahabad (Uttar Pradesh) décide de diviser le terrain controversé en trois parties : un tiers aux représentants de la communauté hindoue, un tiers à ceux de la communauté musulmane et le dernier tiers à Nirmohi Akhara, une organisation hindoue locale.